# ベラルーシ陸軍
ベラルーシ陸軍（ベラルーシりくぐん、ベラルーシ語: Сухопутные войска Республики Беларусь、英語: Belarusian Ground Forces）は、ベラルーシの陸軍組織。ベラルーシ国防省管轄下の組織である。冷戦時代のソ連地上軍に倣い、ベラルーシ地上軍と呼ばれることもある。

## 歴史
ベラルーシに駐留していた旧ソ連軍の第11親衛戦車師団、第19親衛戦車師団、第30親衛自動車化狙撃師団を原型とする。
現ロシア連邦と緊密な関係にあり、装備も大多数がロシア連邦軍に準じている。

## 組織

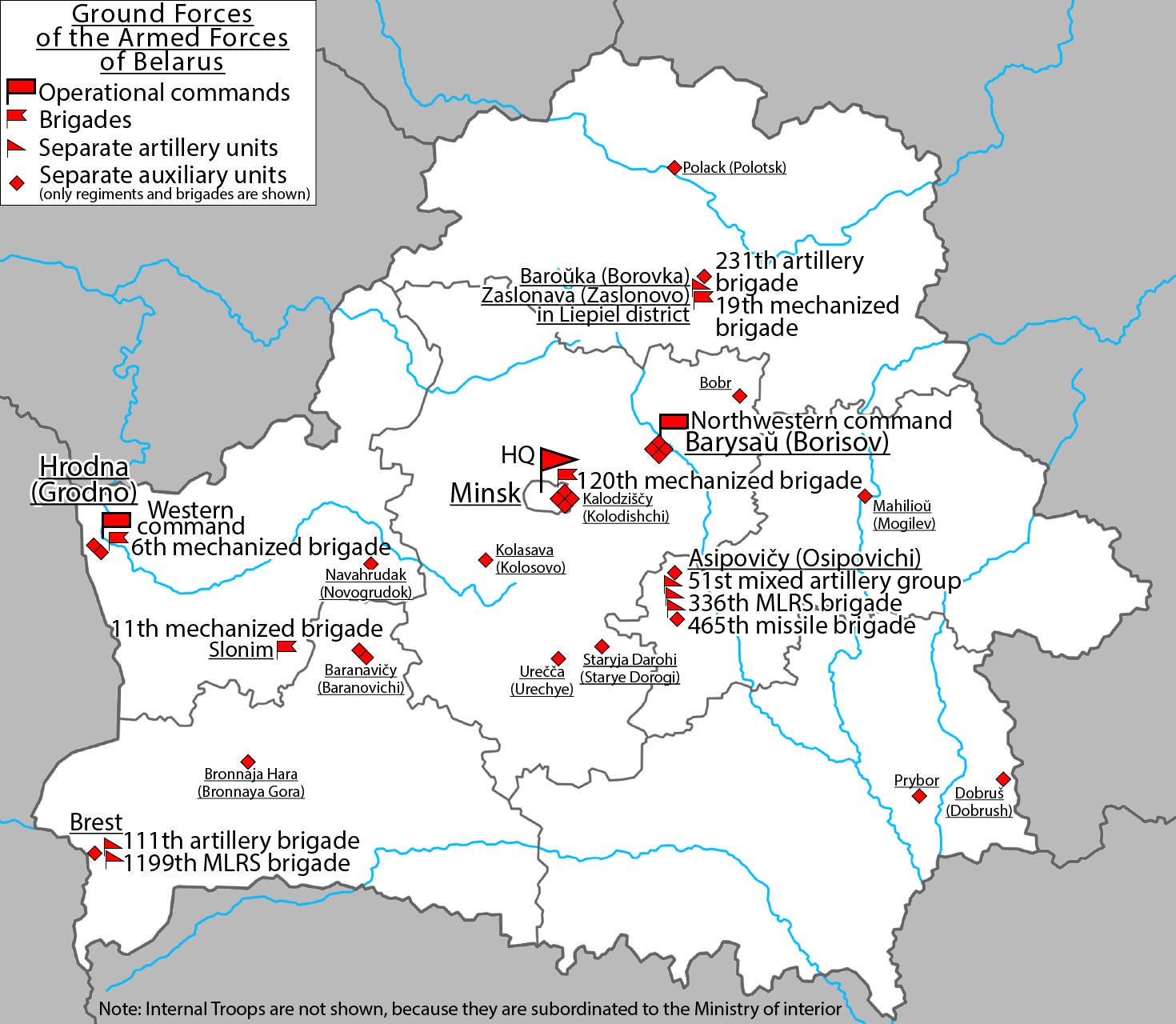
ベラルーシ陸軍主要部隊の配置図

- 陸軍司令部（ミンスク）
- 西部作戦管区（英語版）（フロドナ州フロドナ）
- 北西部作戦管区（英語版）（ミンスク州ボリソフ）

## 装備

### 小火器
拳銃
- マカロフPM
- スチェッキン・マシンピストル
- グロック17,34
  - OMONの対テロリスト特殊部隊"Almaz"とKGB系列のアルファ部隊にて運用｡
- SIG SAUER P226
  - 特殊部隊にて運用｡

短機関銃(サブマジンガン)
- H&K MP5
  - OMONや国境警備隊､対テロリスト特殊部隊"Almaz"にて使用｡

散弾銃 
- ベネリM4
  - 特殊部隊にて運用｡

小銃
- AK-47
- AKM
  - 予備､第二線級装備として運用｡
- AK-74
- AK-74M
  - 一般的に配備されているアサルトライフル｡
- AK-12
  - EOTechのドットサイトを取り付けたものが5thスペツナズにて運用されている｡60周年軍事パレードにて確認｡
- 9A-91
  - 内蔵式サプレッサーが装着されたライフル｡特殊部隊で運用｡

狙撃銃
- SVD
  - 一般部隊にて広く使用されている｡
- VSS (狙撃銃)
  - 暗殺用､特殊作戦用に開発された内蔵式サプレッサーが装着された狙撃銃｡特殊部隊にて運用｡
- OSV-96
  - 12.7mm弾を使用した対物ライフル｡特殊部隊にて運用｡

機関銃
- RPK軽機関銃
- RPK-74
- PKM
- PKT
  - 車載機関銃｡戦車の副武装として搭載されている｡
- NSV重機関銃

グレネードランチャー
- GP-25,30/34
  - 小銃の下部に装着されている｡
- AGS-17
- AGS-30
  - 自動擲弾発射機｡

対戦車ロケット　　
- RPOロケットランチャー
- RPG-7
- RPG-18/RPG-22/RPG-26
- RPG-29

携行地対空ミサイル(MANPADS)
- 9K34
- 9K38

### 車両
戦車 
- T-72
- T-72A 前期型,中期型,後期型

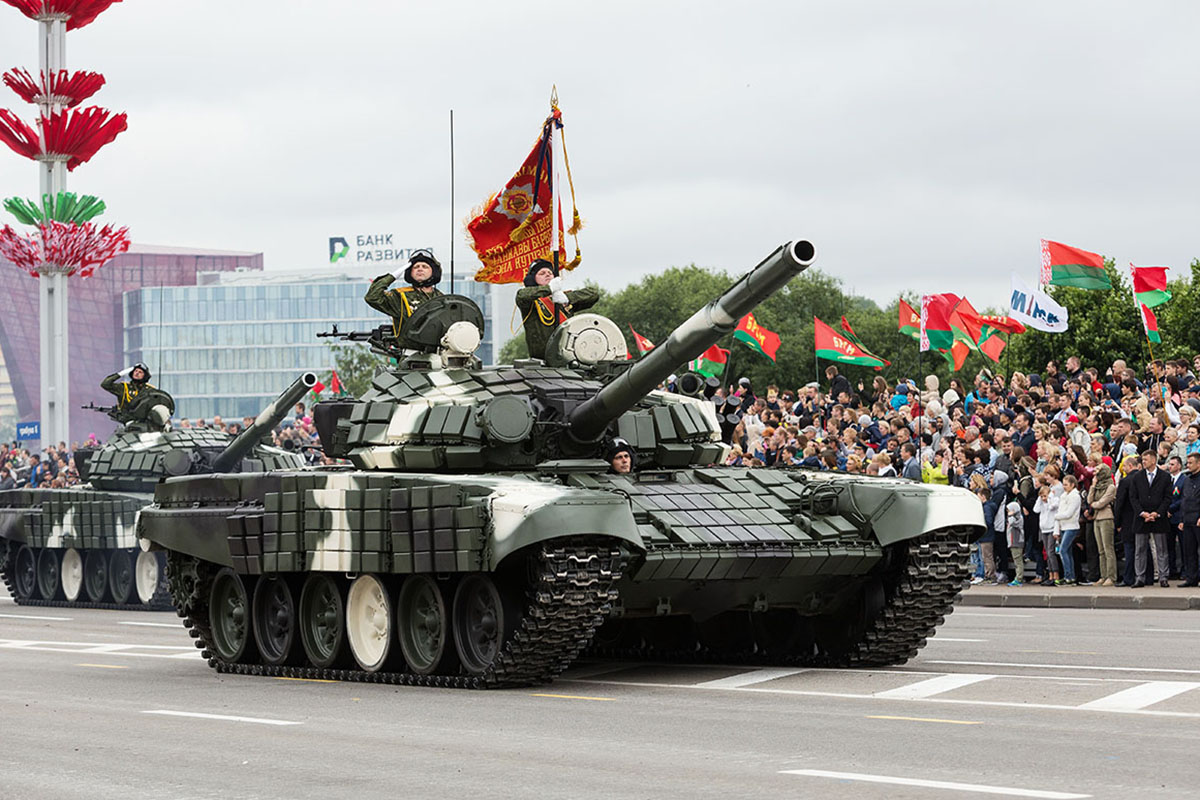
T-72

ポロネズ多連装ロケット砲

  - 限られた数が訓練用として使用されている｡その他は置き換えられていると思われる｡
- T-72AV
- T-72B obr.1990
- T-72B
  - スラットアーマーやゲージ装甲などが装着可能な改良型｡兵器見本市で展示されることもある｡
- T-72B3 obr.2016
  - ロシアで開発された近代化バージョン｡2009年から確認されたものから変更点が多々ある｡24輌がB3UBkhへのアップグレードされている｡
  - 全バリエーション合わせて892輌保有｡
- T-80

歩兵戦闘車
- BMD-1
  - BTR-70MB1というベラルーシ独自の改良型にて置き換えを計画している｡
- BMP-1P
  - 132輌保有している｡
- BMP-2
  - 1980年型と1984年型を計932輌保有している｡
- BTR-82A
  - 限られた数輌を保有､使用している｡

装甲兵員輸送車
- BTR-70
- BTR-70MB1
  - 双方合わせて39輌が運用中｡下の車輛はベラルーシ独自の改良型｡
- BTR-80
  - 196輌が運用中｡スラットアーマーの装着が可能｡
- MT-LB
  - 50輌程度が運用中｡

装甲偵察戦闘車
- BRDM-2
- BRM-1
  - BMP-1のバリエーションの1つ｡既に退役したものと思われる｡
- GAZ Tigr-M "Lis-PM
  - 最近納入されつつあるロシアの装甲偵察戦闘車｡
- カイマン
  - ベラルーシ独自開発の装甲車｡46輌を調達済｡102輌が発注済｡
- MZKT-4190100 ヴォラット V1
- 東風 EQ2050
  - 中国製の偵察戦闘車｡22輌が既に納入済｡RWSの装備も可能で､AGS-17､9M113､PKの装備を施している｡特殊部隊で主に運用｡32輌を受領する予定｡
- ノリンコ&東風　CS/VN3JY

2018年に撮影された紹介動画にて確認されている｡

コマンドポスト
- BMP-1KSh
  - BMP-1をベースとしたもの｡武装はPKT 7.62mm機関銃のみではあるが､指揮通信機能が大幅に強化されている｡
- R-145BM1
- BTR-60PU-12M
  - BTR-60をベースにした指揮通信車｡下の車輛は防空任務に当てられる車輛である｡
- R-142
- P-240MB カイマン-KAS指揮通信車
- R-186 Bogatyr-2指揮通信車
- R-186 ドラコン指揮通信車
- R-443 ヴォスコッド指揮通信車
- R-434 指揮通信車
- R-414MBRP ソスナ-2指揮通信車

戦車回収車
- BREM-1
  - T-72の車体を用いた戦車回収車｡
- BTS-4A
  - T-54の車体を使った戦車回収車｡
- BREM-Ch BREM-4
- BREM-K
  - BTR-80の車体をベースとした回収車｡
- IMR-2(M)工兵戦闘車
- BAT-2 (重)工兵戦闘車
  - T-64の車体をベースとした工兵戦闘車｡

水陸両用車(架橋戦車､艀含む)
- PTS-2（英語版）
  - 水陸両用車であり､輸送用途に用いられる｡

多連装ロケット砲
- BM-21
- BM-21A ベルグラード
  - BM-21の改良型｡車体を出力425馬力のMAZ631705トラックに置き換え、再装填用の40連装ロケット弾を搭載する｡原型と合わせて126輌保有｡
- BM-27
  - Uragan-Mへのアップグレードがなされている物もある｡82輌保有｡
- BM-30
  - 45輌保有｡
- ポロネズ多連装ロケット砲（英語版）
  - 射程が200kmにもなるベラルーシが開発した多連装誘導ロケット発射機｡改良型のポロネズM型もあり｡改良型は290kmの射程を持つ｡計18輌が配備済｡

地対地ミサイル
- OTR-21 トーチカ
  - 40輌を保有､2022年12月からPlonez多連装ロケット砲に使われる車体に中国製のM20SRBMを搭載したものを順次配備予定｡
- スカッド・ミサイル

自走砲 
- 2S1グヴォズジーカ 122mm自走榴弾砲
  - 198輌を保有｡
- 2S3アカーツィヤ 152mm自走榴弾砲
  - 独自にM型へと改良が施されている｡108輌保有｡
- 2S5ギアツィント 152mm自走カノン砲
  - 116輌保有｡
- 2S9ノーナ-S 120mm自走砲
  - 48輌を保有｡置き換えの計画があり､段階的に退役｡
- 2S19ムスタ-S 152mm自走榴弾砲
  - 18輌保有｡

榴弾砲
- D-20 152mm榴弾砲
- D-30 122mm榴弾砲
  - 48門保有｡
- 2A65 152mm榴弾砲
  - 50門保有｡
- 2A36 152mmカノン砲
  - 132門保有｡
- MT-12 100mm対戦車砲（英語版）

牽引式対空砲
- ZPU-4
- ZU-23

自走式対空砲
- 2K22
- BTR-ZD 自走対空砲
  - ZU-23対空砲を搭載した車両｡すでに退役済み｡
- ZU-23 23mm対空砲搭載トラック
  - 様々な車両の荷台に搭載されている｡

対戦車ミサイル
- 9K111
- 9M113
- シェルシェン対戦車ミサイル（英語版）
  - ウクライナとベラルーシが共同開発した対戦車ミサイル｡弾薬サイズが130mmと152mmのものがある｡

地対空ミサイル
- 9K33
- トール-M2K
  - 装軌式車両から装輪式の車両9А331МКへと搭載車両を変更し、9M334ミサイル発射機を2機搭載している｡9М9331ミサイルを各発射機につき2発ずつ計4発を搭載する｡4輌を発注済｡
- 9K35
- S-300(固定式)
  - S-300PTを保有｡射程は75km｡
- S-300PS
  - 90kmの射程を有する。MAZ-543系統のトラックに4連装の発射機を搭載｡
- S-300V
  - 射程100km｡装軌式の移動式発射台に4連装で搭載されている｡
- 9K37
- S-400